# リビトール-5-リン酸-2-デヒドロゲナーゼ
リビトール-5-リン酸-2-デヒドロゲナーゼ（ribitol-5-phosphate 2-dehydrogenase）は、次の化学反応を触媒する酸化還元酵素である。
D-リビトール-5-リン酸 + NAD(P)+ {\displaystyle \rightleftharpoons } D-リブロース-5-リン酸 + NAD(P)H + H+
反応式の通り、この酵素の基質はD-リビトール-5-リン酸とNAD(P)+、生成物はD-リブロース-5-リン酸とNAD(P)HとH+である。
組織名はD-ribitol-5-phosphate:NAD(P)+ 2-oxidoreductaseで、別名にデヒドロゲナーゼ, リビトール 5-リン酸(dehydrogenase, ribitol 5-phosphate)がある。